# Peder Axelsson Banér
Peder Axelsson Banér, född 1540 eller 1541, och död 7 juli 1565, var en svensk amiral. Han är begravd i Uppsala domkyrka.

## Biografi
Peder Axelsson Banér är mest känd för sin tapperhet under nordiska sjuårskriget. Han deltog som skeppshövitsman och underamiral under slagen vid Bornholm 1563, vid Öland 1564 och vid Bukow samt i slaget mellan Rügen och Bornholm 7 juli 1565, där han stupade.
Peder Axelsson Banér var son till Axel Nilsson (Banér) och hans hustru Margareta Pederdotter (Bielke). Han var bror till Gustav Axelsson Banér och Sten Axelsson Banér.